# Charles-Joseph Ducharme
 (mai 2023).
Charles-Joseph Ducharme, né le 10 janvier 1786 à Lachine et mort le 25 mars 1853 à Sainte-Thérèse, est un prêtre catholique, éducateur et fondateur du petit séminaire de Sainte-Thérèse.

## Biographie

### Famille et étude
Fils de Dominique Ducharme, capitaine de milice et Marguerite Charlebois, il fréquente le collège Saint-Raphaël à Montréal en 1798 pendant quelques semaines.
En 1801, il est commis chez un commerçant de Montréal, pour lequel il travaille pendant trois ans. 
Vers 1802-1803, il rejoint la Congrégation des hommes de Ville-Marie, une organisation religieuse, qui va faire grandir son intérêt dans la religion et l'éducation.
En 1804, Ducharme retourne au collège Saint-Raphaël. Lors de ses études, Ducharme se fait reconnaitre par son talent en littérature et en musique.
En 1811, à la suite de sa graduation au collège Saint-Raphaël, il fait le choix de devenir prêtre. Les trois années suivantes, il poursuit ses études en théologie et musique au grand séminaire de Québec.
Le 9 octobre 1814, Ducharme devient officiellement un prêtre de l’Église catholique. À la suite de l'obtention de ses nouvelles fonctions, il se rend à Saint-Laurent dans l’ile de Montréal et où il est nommé vicaire. Dans ses nouvelles fonctions, il assiste le curé de la région, François-Joseph Cazeneuve, qui est gravement malade.

### Curé
En octobre 1816, Ducharme est nommé curé de Sainte-Thérèse-de-Blainville. Il met de l’avant l’importance de l’éducation pour les jeunes alors que l’enseignement se trouve dans un état lamentable[réf. nécessaire] au Bas-Canada. À la suite de la loi scolaire de 1801, il craint les actions de la colonie qui encourage la construction d’écoles protestantes au Québec. C’est pourquoi[pourquoi ?] Joseph-Octave Plessis autorise la construction d’une école catholique latine dans la paroisse de Sainte-Thérèse en 1817[réf. nécessaire]. Cette école est réservée aux jeunes hommes de la région. Il demande aussi aux sœurs de la Congrégation de Notre-Dame de Montréal d'éduquer les filles de la paroisse, ce qu'elles feront à partir de 1847.  

### Projet d'éducation et conflits
Ducharme ouvre deux classes dans son école, une pour les filles[Ce passage est incohérent] et une pour les garçons. Dans cette école, il engage les enseignants à ses frais. Les habitants de sa paroisse n'aiment pas les changements qu'il apporte. Les colons de la paroisse vont s'opposer à son idéologie.

En 1822, Janvier-Dumptel Lacroix, seigneur de Blainville et protestant poursuit Ducharme sous le prétexte qu’il a refusé de reconnaitre ses droits seigneuriaux lors de la messe. L’affaire dure quelques mois et fini par se régler. À la suite de ces problèmes, Ducharme connait un moment de découragement et demande sa mutation éprouvant un dégout pour sa région. Cependant, lorsque l’évêque lui accorde son souhait, il avoue ne plus vouloir partir.

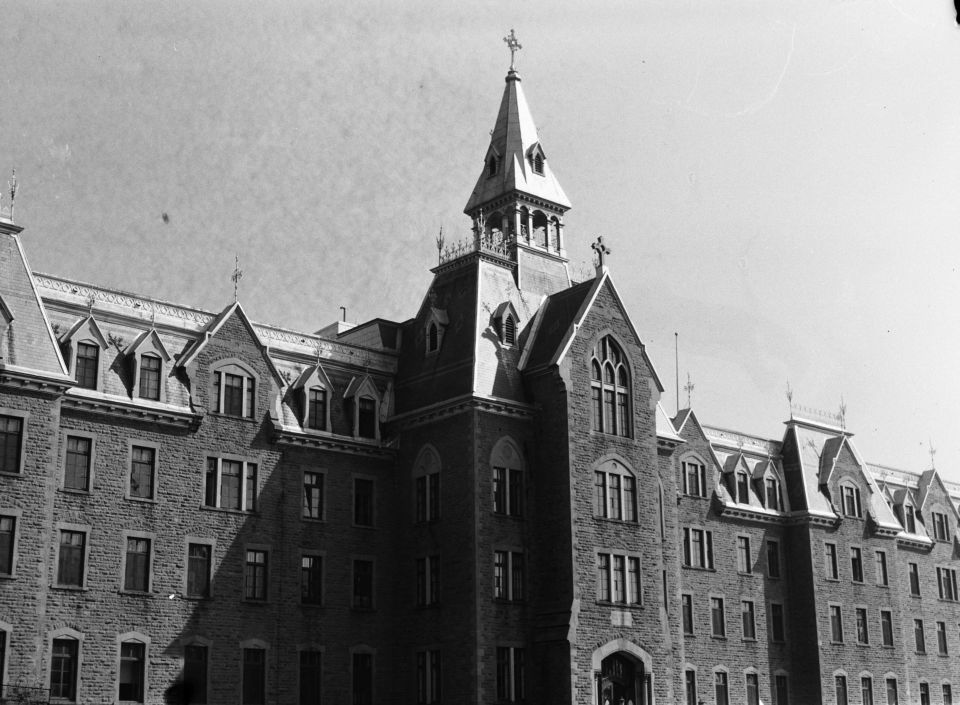
Le petit séminaire de Sainte-Thérèse. 28 septembre 1948

Ducharme poursuit ses efforts pour la création d’une école latine offrant le cours classique. Il cherche à créer une relève pour le clergé et la formation de nouveaux instituteurs compétents. À la suite de l’ouverture d’une école royale dans la région, Ducharme est forcé d’agir rapidement.
En 1825, il réunit six enfants Basile, Pierre Piché et quatre fils de cultivateurs pour qu'ils étudient les rudiments du latin avec lui à sa demeure. Ainsi, sont fondées les bases du séminaire Sainte-Thérèse qui, l’année suivante accueille 13 enfants. Ayant des ressources limitées, Ducharme forme ses propres enseignants. De plus, il utilise des étudiants des cours avancés pour enseigner aux plus jeunes.
En 1837, le projet d'éducation de Ducharme commence à prendre forme lorsque Ignace Bourget, coadjuteur, de l’évêque de Montréal, se fait protecteur de l’institution.
En 1838, Ducharme a 120 élèves sous sa charge dont 35 pensionnaires.
Le 17 mars 1845, une loi accordant la reconnaissance juridique du petit séminaire de Sainte-Thérèse est promulguée. Cependant, elle requiert une société chargée d’administrer la nouvelle institution. Agé d’environ 60 ans, Ducharme n’a plus l’énergie requise pour les nouveaux besoins de l’institution provoquant son éloignement graduel. Cette même année, il est nommé directeur du séminaire à titre honorifique. Il est suppléé par trois de ses anciens élèves pour l'aider à supporter la charge de travail qu'il n'est plus en mesure de supporter lui-même.
En 1847, la construction d’un édifice de pierre pour loger plus de 150 pensionnaires débute.

### Mort
À la suite d'une attaque en 1848, la santé de Ducharme se détériore et il perd beaucoup de son influence dans le séminaire. Finalement, en 1849, il démissionne de sa charge de curé mais continue d’habiter dans son presbytère. Ducharme meurt le 25 mars 1853 dans sa chambre au petit séminaire de Sainte-Thérèse.